# Åsted Sogn (Skive Kommune)
 For alternative betydninger, se Åsted Sogn. (Se også artikler, som begynder med Åsted Sogn)
Åsted Sogn var et sogn i Salling Provsti (Viborg Stift).
I 1800-tallet var Åsted Sogn anneks til Selde Sogn. Selde Sogn hørte til Nørre Herred, mens Åsted Sogn hørte til Harre Herred, begge i Viborg Amt. Selde-Åsted sognekommune blev ved kommunalreformen i 1970 indlemmet i Sundsøre Kommune, som ved strukturreformen i 2007 indgik i Skive Kommune.
I Åsted Sogn ligger Åsted Kirke.
1.	december 2024 indgik sognet i Fursund Sogn
I sognet findes følgende autoriserede stednavne:
- Akselhavn (vandareal)
- Bjergby (bebyggelse)
- Elkær Gårde (bebyggelse)
- Fursundparken (bebyggelse)
- Gammel Åsted (bebyggelse)
- Grynderup Sø (areal, ejerlav)
- Hinnerup Å (vandareal)
- Nissum (bebyggelse, ejerlav)
- Nissum Bjerge (bebyggelse)
- Nøreng (bebyggelse, ejerlav)
- Nøreng Hede (bebyggelse)
- Risum (bebyggelse, ejerlav)
- Risum Remmer (bebyggelse)
- Sæbygård (bebyggelse)
- Sæbygårds Hage (areal)
- Østergård (ejerlav, landbrugsejendom)
- Åsted (bebyggelse, ejerlav)